# 아마노 다카시
아마노 다카시(일본어: 天野 貴史, 1986년 4월 13일 ~ )는 일본의 전 축구 선수이다.

## 구단 경력
그는 2004년부터 2017년까지 J리그의 요코하마 F. 마리노스, 제프 유나이티드 지바, AC 나가노 파르세이루에서 활동하였다.